# English (газета)
«English» — українська газета для вчителів англійської мови.

## Історія та опис
Заснована у 2000 році в Києві видавництвом «Шкільний світ». Видають щотижня українською та англійською мовами. Тираж — 2860 примірників.
Інформують про офіційні документи для педагогів, подають методичні рекомендації, календарно-тематичне планування, розробки уроків, позакласних заходів з англійської мови. 
Основні рубрики: «What. Where. When», «Education reform», «Methodology», «Language workshop», «Speak your mind», «Our guest»; вкладки — «Women's Club», «Початкова школа», «Handouts» тощо. 
Головний редактор — Т. Михайленко (з 2002 року).